# Coxaalklier
De coxaalklier is een klier die gelegen is aan het kopborststuk (cephalothorax) van sommige chelicerata. De coxaalklier is gepositioneerd tussen de voorste poten en is een uitscheidingsklier die de waterhuishouding regelt. De coxaalklier voert voornamelijk overtollig lichaamsvocht af. 